# Sobersandbi
Sobersandbi eller gråsandbi (Andrena cineraria) är en art i insektsordningen steklar som tillhör överfamiljen bin och familjen grävbin.

## Beskrivning
Sobersandbiet är ett bi med svart grundfärg, ett huvud som har grå behåring med inblandade svarta hår och bruna antenner. Hanen har dessutom en "mustasch" av vita hår i ansiktet. Honan har två, karaktäristiska, grå band framtill och baktill på mellankroppen. Hanens färgteckning är mindre karakteristisk, men även han har grå päls på mellankroppen. Tergiterna hos honan är hårlösa och glänsande, medan stergiterna har lång men gles, grå behåring. Även hanens tergiter är glänsande, men den första och andra tergiten har lång, vit behåring. Honan blir 13 till 15 mm lång, hanen 10 till 13 mm.

## Utbredning
I Europa finns arten i ett tämligen sammanhängande område från Irland och Storbritannien i väster till Baltikum, Polen och Ungern i öst, samt från Sverige och Finland i norr till Frankrike och norra Italien i söder. Mer fragmenterade förekomster finns på Iberiska halvön, i södra Italien, på Balkan samt i Östeuropa österut till Kaukasien. Utanför Europa fortsätter utbredningen österut till Sibirien och vidare till Turkmenistan, Kazakstan, Afghanistan och Mongoliet, samt söderut till Kina och Indien. Utbredningen når också via Turkiet till Israel och Iran.
I Sverige är arten vanlig i Götaland, Svealand och längst östra Norrland upp till Jokkmokk. I Finland finns arten från Åland och sydkusten norrut till södra Lappland i väster, och Kajanaland i öster. I både Sverige och Finland är arten klassificerad som livskraftig (LC).

## Ekologi
Sobersandbiet lever i flera olika habitat som glesa skogar, skogsbryn, vägrenar, kustområden, flodbankar, dalar, olika gräsmarker som hedar och dalar, torrbackar, ruderat, grustag och även bebyggda områden som gräsmattor, trädgårdar och parker. I bergen kan arten gå högt upp, i Alperna 1 700 m, i Pamir 2 000 m.
Sobersandbiet är ett solitärt bi och honan gräver ensam ut ett bo i marken, gärna i sandjord men mer leraktiga jordar kan också användas. Det är vanligt att flera honor gräver ut sina bon nära varandra i kolonier bestående av upp emot ett hundratal bon. Boet har ett djup på 10 till 20 centimeter och två till tre äggceller konstrueras per bo. Efter att honan samlat nektar och pollen och provianterat äggcellerna lägger hon ägg i dem. Öppningen till boet lämnas öppen under provianteringsturerna, men stängs efteråt och vid regn eller om honan störs. I södra delen av utbredningsområdet är det vanligt att honan får två generationer per år.
Det förekommer att gökbina sälggökbi och gyllengökbi parasiterar på sobersandbiets bon; gökbihonan lägger sina ägg i värdens äggceller, ett ägg i varje, och de resulterande larverna lever av den insamlade näringen efter det att värdägget eller -larven dödats.
Arten är polylektisk, det vill säga insamlingen av nektar och pollen sker från blommande växter från en rad olika familjer, som korsblommiga växter, korgblommiga växter, videväxter, flockblommiga växter, ranunkelväxter, törelväxter, liljeväxter, kaprifolväxter, rosväxter, flenörtsväxter, nejlikväxter, kransblommiga växter och ripsväxter.